# Wallingfen
Wallingfen/New Village var en civil parish från 1858 till 1935 då den blev en del av Newport, i grevskapet East Riding of Yorkshire, i England. Denna civil parish var belägen 20 km från Beverley och hade 886 invånare år 1931.